# Юність (Харків)
ХК «Юність» — хокейний клуб з м. Харкова. Заснований 2015 року. Виступає у Чемпіонаті України з хокею.
Домашні ігри ХК «Юність» проводить на ковзанці «Салтівський лід»»  м. Харкова. Тренування команди проходять у Харківському Палаці спорту.
Кольори клубу: синій та білий.

## Історія клубу
Хокейний клуб «Юність» створений у 2015 році. Проект організації клубу спрямований на створення високопрофесіональної команди спортсменів, що представляють Харків у чемпіонату України, а також організацію та розвиток дитячо-юнацької школи хокею в регіоні. Більшість гравців команди — вихованці Харківського СДЮШОР 1995-1996-1997-1998-1999 років народження.
Клуб дебютував у Чемпіонаті України з хокею 2015—2016 в сезоні 2015–2016 років. За підсумками сезону, клуб фінішував на восьмому, останньому місці, у чемпіонаті. Головними тренерами ХК «Юність» у сезоні 2015—2016 були — Валерій Пляшешник (до 27 жовтня), Вадим Радченко (з 27 жовтня). Після закінчення сезону з Вадимом Радченком контрак не було продовжено.

## Склади команди
Основні скорочення:

А — асистент, К — капітан, Л — ліва, П — права, ЛК — лівий крайній, ПК — правий крайній, Ц — центровий,  — травмований.
Станом на 28 серпня 2016
| Воротарі | Воротарі | Воротарі     | Воротарі | Воротарі        | Воротарі         |
| #        | Країна   | Гравець      | Захват   | Дата народження | Місце народження |
| -------- | -------- | ------------ | -------- | --------------- | ---------------- |
| 1        | Україна  | Тимур Даас   |          | 5 серпня 1996   | Харків, Україна  |
| 20       | Україна  | Микита Хмель |          | 3 лютого 1997   | Харків, Україна  |

| Захисники | Захисники | Захисники           | Захисники | Захисники        | Захисники        |
| #         | Країна    | Гравець             | Кидок     | Дата народження  | Місце народження |
| --------- | --------- | ------------------- | --------- | ---------------- | ---------------- |
| ?         | Україна   | Арсеній Шатєєв      |           | 24 червня 1996   | Харків, Україна  |
| 95        | Україна   | В'ячеслав Рогаль    |           | 16 вересня 1998  | Харків, Україна  |
| 8         | Україна   | Артем Крюченко      |           | 18 серпня 1998   | Харків, Україна  |
| ?         | Україна   | Олександр Романенко | Л         | 19 вересня 1987  | Харків, Україна  |
| 16        | Україна   | Ніджат Гасімов      |           | 8 листопада 1997 | Харків, Україна  |
| 2         | Україна   | Олександр Паламар   |           | 28 січня 1987    | Харків, Україна  |
| 22        | Україна   | Олег Панасенко      | Л         | 20 травня 1978   | Харків, Україна  |

| Нападники | Нападники | Нападники           | Нападники | Нападники         | Нападники        | Нападники |
| #         | Країна    | Гравець             | Кидок     | Дата народження   | Місце народження |           |
| --------- | --------- | ------------------- | --------- | ----------------- | ---------------- | --------- |
| 25        | Україна   | Пилип Матвієнко     |           | 21 жовтня 1997    | Харків, Україна  |           |
| 31        | Україна   | Хохлов Микита       |           | 15 вересня 1989   | Харків, Україна  |           |
| 23        | Україна   | Микита Олійник      |           | 21 липня 1998     | Харків, Україна  |           |
| 87        | Україна   | Дмитро Колядинський |           | 29 листопада 1998 | Харків, Україна  |           |
| ?         | Україна   | Віталій Бобовников  |           | 9 червня 1992     | Харків, Україна  |           |
| 14        | Україна   | Роман Гребьонкін    |           | 6 серпня 1998     | Харків, Україна  |           |
| 97        | Україна   | Руслан Лісін        |           | 15 грудня 1997    | Харків, Україна  |           |
| 5         | Україна   | Данило Семененко    |           | 21 вересня 1998   | Харків, Україна  |           |
| 17        | Україна   | Валерій Скребела    |           | 26 листопада 1996 | Харків, Україна  |           |
| 88        | Україна   | Максим Одноворченко |           | 25 жовтня 1998    | Харків, Україна  |           |
| 10        | Україна   | Дмитро Руденко      |           | 1 червня 1989     | Харків, Україна  |           |

### Керівництво
- Президент клубу — Терешин Олег Вікторович

### Тренерський штаб і персонал
- Головний тренер — Андрій Землянський
- Тренер — Ігор Коржилов